# Portes du Soleil

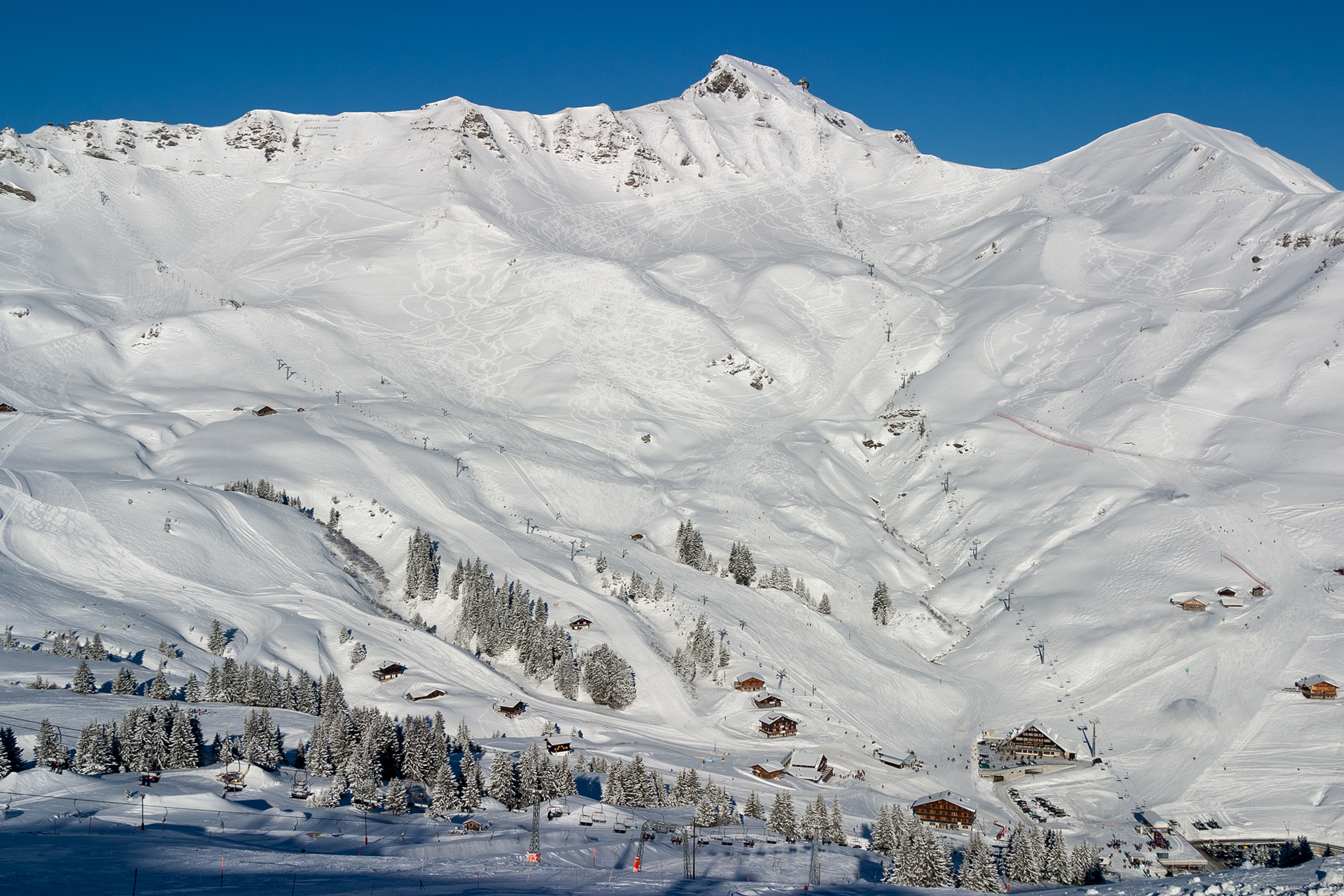
Les Crosets mit Pointe des Mossettes, Portes de l’Hiver und Portes du Soleil

Portes du Soleil [pɔʀtədysɔˈlɛj] ist der Name des 1964 gegründeten französisch-schweizerischen Wintersportgebiets im Département Haute-Savoie und im Kanton Wallis. In Frankreich umfasst es die Skiorte Morzine (mit Avoriaz), Châtel, Montriond, La Chapelle-d’Abondance, Saint-Jean-d’Aulps, Les Gets und Abondance, in der Schweiz die Skiorte Champéry, Val-d’Illiez (mit Champoussin und Les Crosets) sowie Morgins und Torgon.
2008 wurde hier die IV. Weltmeisterschaft im Skibergsteigen ausgetragen.
Der Name Portes du Soleil (französisch für Sonnentore) ist dem traditionellen Passübergang von Les Crosets nach Morgins entliehen (ganz rechts im Bild).

## Sommer
Auch in der Sommersaison sind im Gebiet Portes du Soleil über 20 Bergbahnen geöffnet, welche eine grosse Anzahl von Wanderwegen erschliessen. In den letzten Jahren ist das Gebiet Portes du Soleil bei Mountainbikern sehr beliebt geworden. Gemäss Eigenwerbung sei das Gebiet mit einer Streckenlänge von 600 Kilometern der größte Bikerpark Europas.